# Chase Pearson
Chase Pearson, född 23 augusti 1997, är en amerikansk-kanadensisk professionell ishockeyforward som är kontrakterad till Detroit Red Wings i National Hockey League (NHL) och spelar för Grand Rapids Griffins i American Hockey League (AHL).
Han har tidigare spelat för Maine Black Bears i National Collegiate Athletic Association (NCAA) och Youngstown Phantoms i United States Hockey League (USHL).
Pearson draftades av Detroit Red Wings i femte rundan i 2015 års draft som 40:e spelare totalt.
Han är son till Scott Pearson.

## Statistik
| 2012–2013   | Atlanta Fire          | NAPHL       | 22  | 11 | 13 | 24 | 50  | 4 | 4 | 6 | 10 | 10 |
| 2013–2014   | Cornwall Colts        | CCHL        | 39  | 8  | 15 | 23 | 18  | 5 | 0 | 1 | 1  | 2  |
|             | Youngstown Phantoms   | USHL        | 2   | 0  | 0  | 0  | 0   | — | — | — | —  | —  |
| 2014–2015   | Youngstown Phantoms   | USHL        | 57  | 12 | 14 | 26 | 96  | 4 | 0 | 2 | 2  | 0  |
| 2015–2016   | Youngstown Phantoms   | USHL        | 55  | 12 | 38 | 50 | 61  | — | — | — | —  | —  |
| 2016–2017   | Maine Black Bears     | NCAA        | 36  | 14 | 8  | 22 | 56  | — | — | — | —  | —  |
| 2017–2018   | Maine Black Bears     | NCAA        | 37  | 7  | 20 | 27 | 42  | — | — | — | —  | —  |
| 2018–2019   | Maine Black Bears     | NCAA        | 34  | 16 | 13 | 29 | 34  | — | — | — | —  | —  |
|             | Grand Rapids Griffins | AHL         | 10  | 2  | 0  | 2  | 2   | — | — | — | —  | —  |
| 2019–2020   | Grand Rapids Griffins | AHL         | 59  | 8  | 14 | 22 | 17  | — | — | — | —  | —  |
| 2020–2021   | Grand Rapids Griffins | AHL         | 28  | 8  | 14 | 22 | 4   | — | — | — | —  | —  |
| 2021–2022   | Detroit Red Wings     | NHL         | 3   | 0  | 0  | 0  | 0   | — | — | — | —  | —  |
|             | Grand Rapids Griffins | AHL         | 50  | 7  | 11 | 18 | 18  | — | — | — | —  | —  |
| 2022–2023   | Grand Rapids Griffins | AHL         | 47  | 4  | 10 | 14 | 35  | — | — | — | —  | —  |
| NHL totalt  | NHL totalt            | NHL totalt  | 3   | 0  | 0  | 0  | 0   | — | — | — | —  | —  |
| AHL totalt  | AHL totalt            | AHL totalt  | 194 | 29 | 49 | 78 | 76  | — | — | — | —  | —  |
| NCAA totalt | NCAA totalt           | NCAA totalt | 107 | 37 | 41 | 78 | 132 | — | — | — | —  | —  |
| USHL totalt | USHL totalt           | USHL totalt | 114 | 24 | 52 | 76 | 157 | 4 | 0 | 2 | 2  | 0  |